# 킬러 인스팅트
《킬러 인스팅트》(Killer Instinct)는 본래 레어가 제작한 일련의 대전 격투 게임 시리즈이다. 1994년에 발매된 《킬러 인스팅트》를 시작으로 1996년 후속작 《킬러 인스팅트 2》를 포함해 아케이드용으로 두 작품이 출시됐다.
동시대의 게임 《스트리트 파이터》와 《모탈 컴뱃》에서 영향을 받았으나, 타 게임들과는 달리 콤보를 크게 중시한 게임플레이 시스템이 특징이다. 큰 플레이어가 입력시 자동으로 콤보가 연계되는 자동 콤보 시스템이 탑재돼있으며, 반대로 상대방의 움직임을 예상하고 반격해 상대방의 콤보를 강제로 끊는 필살기 '콤보 브레이커'가 존재하는 등 고난이도의 심리전을 유도한다.
마이크로소프트가 레어를 인수한 후 2013년 리부트 작품인 《킬러 인스팅트》가 엑스박스 원으로 발매됐다.

## 게임

### 킬러 인스팅트 (1994)
1994년 아케이드용으로 개발돼 출시한 시리즈 첫 번째 게임으로, 레어가 개발하고 미드웨이가 배급했다. 이후 닌텐도가 배급한 슈퍼 패미컴 및 게임보이 이식판이 출시됐다.

### 킬러 인스팅트 2 (1996)
시리즈 두 번째 게임이자 레어가 마지막으로 개발에 관여했다. 이후 닌텐도 64로 가정용 이식판이 《킬러 인스팅트 골드》라는 제목으로 출시됐다.

### 킬러 인스팅트 (2013)
마이크로소프트 스튜디오가 배급한 시리즈 리부트 작품으로, 이전 게임들을 기획한 켄 롭의 감독 하에서 더블 헬릭스 게임스가 개발을 맡았다. 2013년 11월 엑스박스 원 콘솔과 함께 동시발매됐다. 아마존이 더블 헬릭스 게임스를 인수하면서 이탈한 후, 아이언 갤럭시 스튜디오스가 발매 후 컨텐츠 개발을 맡았다. 2016년 3월 윈도우 스토어를 통해 윈도우 10 버전이 출시됐다.